# Milojko Spajić
Milojko „Mickey“ Spajić (v srbské cyrilici Милојко Спајић; * 24. září 1987 Pljevlja) je černohorský politik a ekonom, od října 2023 předseda vlády Černé Hory. V letech 2020–2022 působil jako ministr financí a sociální péče ve vládě Zdravka Krivokapiče.
Od roku 2022 je předsedou centristického hnutí Evropa teď! V současné době je třetím nejmladším státníkem na světě.

## Mládí a vzdělání
Narodil se 24. září 1987 v Pljevlji. Vystudoval gymnázium ve svém rodném městě a poté pokračoval ve studiích jako stipendista japonské vlády na Saitamské a Ósacké univerzitě. V rámci výměnného studentského pobytu studoval také na univerzitě Čching-chua. Mimo jiné získal magisterský titul, rovněž jako stipendista, na École des hautes études commerciales de Paris.
Kromě rodné srbštiny hovoří také anglicky, japonsky, čínsky, rusky a francouzsky.

## Finanční kariéra
Po ukončení studií pracoval na Wall Street, v Paříži a Tokiu. Před vstupem do politiky také jako úvěrový analytik pro Goldman Sachs. Mimo jiné byl partnerem fondu venture kapitálu v Singapuru.

## Politická kariéra
Politickou kariéru zahájil jako nestraník.

### Ministr financí a sociální péče
Dne 4. prosince 2020 složil přísahu jako ministr financí a sociální péče ve vládě Zdravka Krivokapiče. Během svého funkčního období spolupracoval s ministrem ekonomiky Jakovem Milatovićem na kontroverzním programu ekonomických reforem. Po parlamentní krizi předseda vlády Krivokapič oznámil, že předložil parlamentu návrh na odvolání místopředsedy vlády Dritana Abazoviće, a navrhl Spajiće za jeho nástupce. Prohlásil, že daroval celý svůj ministerský plat.

### Evropa teď!
V roce 2022 založil spolu s Milatovićem hnutí Evropa teď!, jejímž se stal také předsedou. Hnutí se zúčastnilo komunálních voleb v roce 2022.

### Prezidentské a parlamentní volby 2023
V roce 2023 se pokusil kandidovat na post prezidenta země, avšak Státní volební komise jeho kandidaturu zamítla, protože zjistila, že má dvojí občanství (srbské a černohorské). Po zveřejnění této informace uvedl, že je srbským občanem od roku 2009 a že proces ohledně vzdání se srbského občanství stále probíhá. Později uvedl, že přijal srbské občanství, aby mohl cestovat do Japonska bez víza. Místo něj kandidoval Jakov Milatović, který ve druhém kole voleb nakonec porazil dosavadního prezidenta Mila Đukanoviće se ziskem 58,88 % hlasů.
Po prezidentských volbách prohlásil, že je připraven vést hnutí Evropa teď! v parlamentních volbách v roce 2023. Dne 26. dubna bylo potvrzeno, že povede kandidátku hnutí. Během volební kampaně předseda vlády Dritan Abazović a ministr vnitra Filip Adžić obvinili Spajiće z napojení na jihokorejského vývojáře kryptoměn Do Kwona, který byl v březnu 2023 zatčen v Černé Hoře. Podle Abazoviće poslal z vězení dopis, který byl adresován právě jemu, Adžićovi, ministru spravedlnosti Marko Kovačovi a hlavnímu státnímu zástupci Vladimiru Novovićovi a informoval je o svých vazbách na Spajiće. Evropa teď! obvinění proti Spajićovi popřela a uvedla, že Do Kwon dopis podepsal na příkaz Abazoviće. Evropa teď! získala v parlamentních volbách přibližně 25 % hlasů a získala tak nejvíce mandátů. Po volbách Do Kwon popřel, že by kdy finančně podporoval Spajiće.
Dne 10. srpna 2023 prezident Jakov Milatović pověřil Spajiće sestavením nové vlády. Dne 30. srpna 2023 se po celé Černé Hoře konaly protesty proti Spajićovi a jeho záměru zahrnout do nové vlády strany etnických menšin a vyloučit z vlády prosrbskou koalici Za budoucnost Černé Hory.
Nová vláda byla schválena 31. října, přičemž premiérem se stal Spajić.

## Politické postoje
Je zastáncem vstupu Černé Hory do Evropské unie, ale zároveň si myslí, že západní politici „nemají o Černou Horu zájem“. Podporuje vstup Černé Hory do NATO, avšak uvedl, že by byl proti nasazení černohorských vojáků v pobaltských zemích. Odsoudil ruskou invazi na Ukrajinu, označil ji za agresi a vyslovil se pro uvalení sankcí na Rusko, ačkoli si myslí, že sankce Rusko posílí. Je proti návrhům na odvolání nezávislosti Kosova. Je zastáncem užších vztahů mezi Černou Horou a Srbskem.

## Soukromý život
Je rozvedený a má dceru. Hlásí se k srbské pravoslavné církvi.